# 模合
模合（もあい、もやい、琉:ムエー）とは、もやうことで、共同とか共同生産を意味することばであったが、生産形態の変化にともなって寄り合いや共同生産の意味合いを失い、複数の個人や法人がグループを組織して一定額の金銭を払い込み、定期的に1人ずつ順番に金銭の給付を受け取る金融の一形態を指すようになった。沖縄県や鹿児島県奄美群島において、本土における頼母子講・無尽講に相当する相互扶助システムとしてこの名称が残り、沖縄ではその他、寄合（ユレー、ユーレー）とも呼ばれる。
飲み会の資金拠出のためといった小規模なものから、事業の運転資金調達といった大規模なものまで様々なものがある。

## 概要

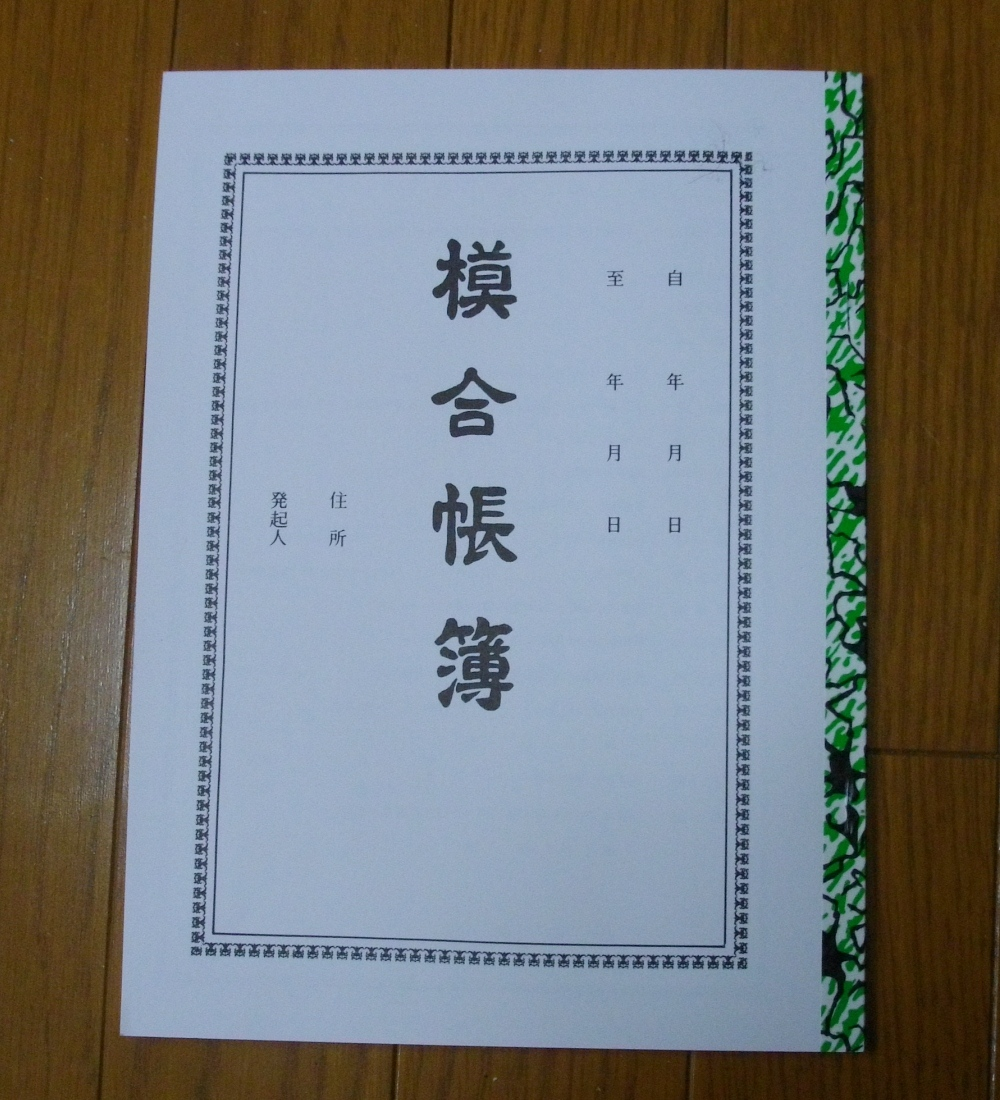
模合帳

模合は親族模合、職場、学校などで行われる友人模合または親睦模合（その場での飲み代、または積み立てて娯楽費に充てるなど）として行われる場合や、事業者同士の高額模合または金融模合として行われる場合がある。
沖縄ではいまだ一般的なものであり、特にネガティブな印象が強く持たれるでもなく、複数の模合をかけもちしている例も珍しくなく、模合には信頼できる友人の存在が不可欠であるといった意味もあり、むしろ人間関係をはかるバロメータと見られる。また、飲み会の口実として用いられることも多い。2008年 - 2009年現在、一般個人の模合の場合における掛け金は文献によって若干の幅が見られるが、通常5000円 - 30000円程度である。
例えば毎月10,000円の模合を10名で行う場合、全員が10,000円を出し合って100,000円にした上で入札やくじ等で受け取る人を決める。これを一巡するまで毎月行うのだが、一度金銭を受け取った人は、10,000円ではなく11,000円を払うことになる。加算する1,000円は利息に相当し、受け取る順番が後になればなるほど金額が増えていく。尚、飲み会の口実として模合を行っている場合は、無利息（つまり金銭を受け取った後も拠出額は増えない）も珍しくない。
しかし、中には「相互扶助」の目的から大きくかけ離れた利殖目的の模合や模合の責任者が金だけ集めて雲隠れする詐欺的模合 が現れたり、模合が破綻 して企業倒産や破産者が続出するなど、現在に至るまで沖縄県では大きな社会問題となっており、民事訴訟に至る案件も少なくない。
なお、2012年現在でも文具店で「模合帳」が販売されているほか、銀行の書類にも「模合」の金額を記入する欄があるという。

## 模合の歴史
古くは琉球王国の尚敬王（在位：1713年 - 1751年）の時代、1733年の『球陽』でその記述が見られるが、これは備荒貯蓄のことであり、貧窮者救済の意味があったとされる。無尽講を意味する模合の発祥は詳しくはわかっていないが、18世紀以前から行われていたようである。模合は労働力の提供・共同生産、農産物など食料品などを対象とするものであったが、貨幣経済の発達に伴って金銭の拠出による無尽講の形態へと変遷していった。
日本本土では1915年に無尽業法で取り締まりが開始されたが、沖縄の模合は構造上この法律で取り締まれないものも多く、1917年に沖縄県が別途「模合取締規則」を公布して監視に当たった。この取締令は、1930年代まで続いていたと見られる。
明治時代には各地に銀行が設立されるようになるが、一般庶民には遠い存在であったほか、当時の庶民に馴染みのあった高利貸しは年利にして安くとも24%、さらに30%、40%とは当たり前であったといった背景もあり、庶民向けの金融制度としての地位を確立したとみられる。中には営業化して無尽会社に成長するものもあった。
戦後は金融機関の復興が遅れたために模合が再流行したとも言われ、1971年には県内で1千万ドル（当時のレートでは36億円）以上の規模で行われていたとみられている。
『沖縄文化史事典』（1972年）では、「新規事業、建築、土地購入、進学、旅行等あらうる資金調達の手段」として利用されているとされている。
なお、海外移民を行った沖縄人は移民先で融資を受けることが難しく、家族の呼び寄せ、起業資金などにこの模合を利用した。文献によれば、2008年現在もこの風習は続いているようである。
2020年に世界的に新型コロナウイルス感染症が流行した際には、狭いところに人が集まると感染リスクが高まるという理由から、当時の玉城デニー知事が模合を控えるよう要請した。
また、韓国でも同様の自然発生的な相互扶助システムである「契」が現在に至っても盛んである。沖縄国際大学の波平勇夫は、日本本土では廃れているこのシステムが21世紀に至っても韓国および沖縄で未だに見られることは、隣国であると同時に似た社会基盤を持つためがゆえかもしれないと考察しているが、
この日本においても完全には消滅していない。山梨県の飲食店では無尽用に貸し出すサービスも存在しており、相互互助システムは一種の余興としても形態を変えた制度として土着している事が見られる。